# Bobby Scarr
Robert John « Bobby » Scarr, né le 13 août 1926, à Vancouver, au Canada et décédé le 16 février 2001, à Vancouver, est un ancien joueur canadien de basket-ball.